# Lanzagranadas Kalashnikov

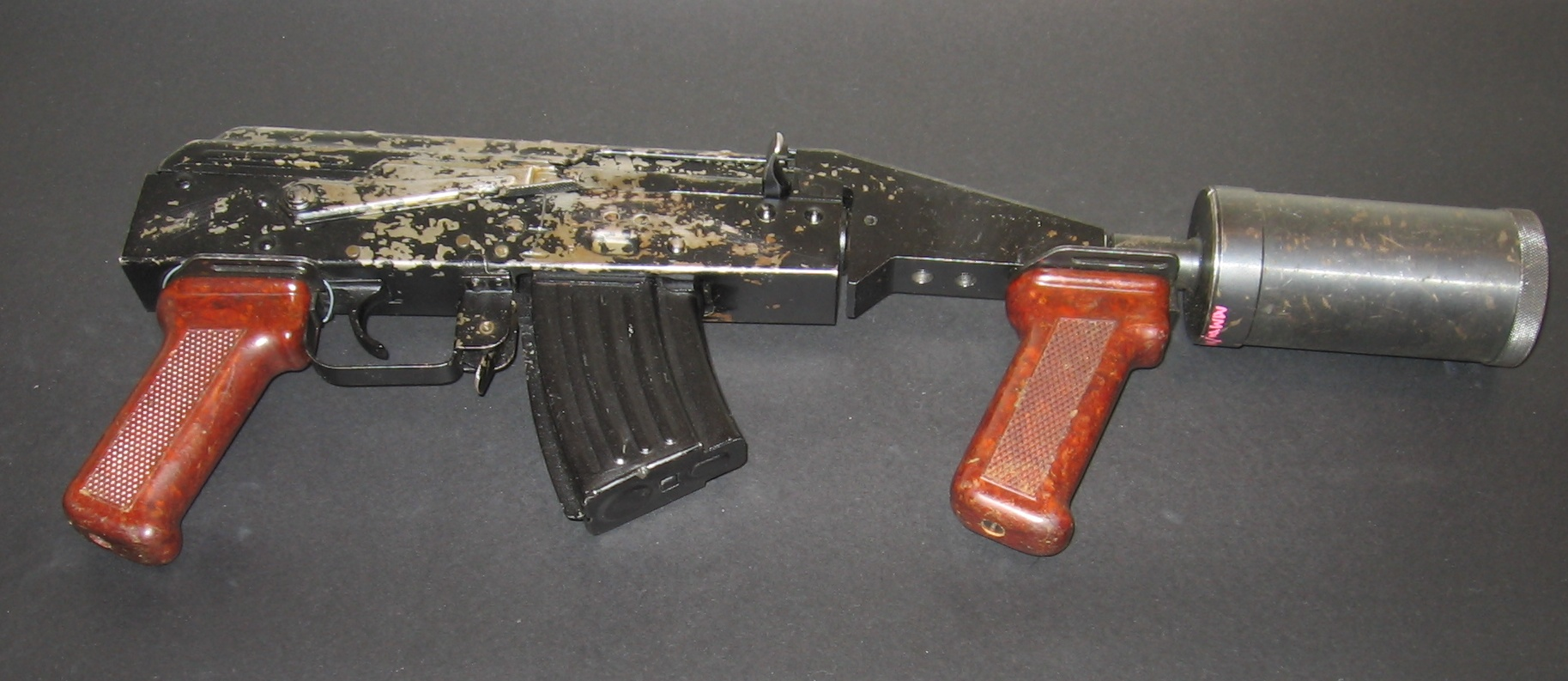
Un RWGŁ-3 con el lanzagranadas Kalashnikov acoplado.

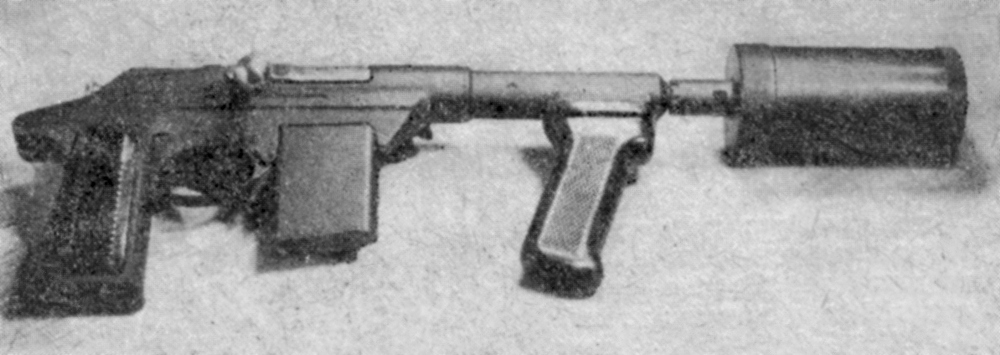
Un RWGŁ-1 con el lanzagranadas Kalashnikov acoplado.

El lanzagranadas Kalashnikov es una bocacha lanzagranadas que se acopla a la boca del cañón de todos los fusiles de asalto de la serie AK. 

## Descripción
Esta bocacha lanzgranadas lanza las granadas de mano soviéticas estándar RGD-5. Tiene forma de lata de sopa y se atornilla a la boca del cañón de un fusil AK-47. También puede emplearse para lanzar granadas de gas lacrimógeno y antidisturbios.

## Modo de empleo
Se inserta una granada RGD-5 en la bocacha lanzagranadas y se le retira el pasador de seguridad. Después se carga un cartucho de fogueo especial en la recámara. Se apoya la culata del fusil contra el suelo y se dispara desde esta posición. Su alcance máximo efectivo es de aproximadamente 150 m.